# Sixto Aucapiña
Sixto Miguel Auccapiña Pedragas (ur. 15 kwietnia 1995) – peruwiański zapaśnik walczący w stylu wolnym. Zajął 26. miejsce na mistrzostwach świata w 2017 roku. 
Piąty na igrzyskach panamerykańskich w 2023. Osiemnasty w indywidualnym Pucharze Świata w 2020. Brązowy medalista mistrzostw panamerykańskich w 2020 i 2025; piąty w 2014, 2016 i 2017. Brązowy medalista igrzysk boliwaryjskich w 2022. Trzeci na igrzyskach Ameryki Południowej w 2018. Mistrz Ameryki Południowej w 2016 i 2019; drugi w 2015. Mistrz panamerykański juniorów w 2015 roku.